# Metro Therm Gruppen
 For alternative betydninger, se Metro. (Se også artikler, som begynder med Metro)
Metro Therm Gruppen A/S er en dansk koncern stiftet 1921, der producerer og forhandler varmeanlæg til bl.a. fjernvarme og varmepumper til privat- og erhvervskunder i Skandinavien.
Koncernen har ca. 110 ansatte og består af de fire datterselskaber Metro Therm A/S, KVM-Conheat A/S (begge Danmark), Høiax AS (Norge) og Metro Therm AB (Sverige).

## Ekstern kilde/henvisning
- Officiel hjemmeside